# Idiochlora celataria
Idiochlora celataria är en fjärilsart som beskrevs av Walker 1866. Idiochlora celataria ingår i släktet Idiochlora och familjen mätare. Inga underarter finns listade i Catalogue of Life.